# Droga wojewódzka 510
Die Droga wojewódzka 510 (DW 510) ist eine polnische Woiwodschaftsstraße und verläuft in Nord-Süd-Richtung innerhalb der Woiwodschaft Ermland-Masuren. Sie nimmt ihren Anfang an der russisch-polnischen Grenze und durchquert den Powiat Braniewski (Kreis Braunsberg) von Głębock (Tiefensee) bis Pieniężno (Mehlsack) auf einer Länge von 23 Kilometern. Vor 1945 begann die Straße im ostpreußischen Ludwigsort (heute russisch: Laduschkin) am Frischen Haff und führte über Zinten (Kornewo) an die heutige Staatsgrenze zwischen Russland und Polen. Ein Grenzübergang ist nicht vorhanden.
In ihrem gesamten Verlauf folgt die DW 510 der Trasse der früheren deutschen Reichsstraße 126, die von Alt Christburg (heute polnisch: Stary Dzierzgoń) nach Königsberg (Preußen) (heute russisch: Kaliningrad) und weiter bis Groß Skaisgirren (1938–1946 Kreuzingen, russisch: Bolschakowo) führte.

## Verlauf der Droga wojewódzka 510
o Russisch-polnische Staatsgrenze o
Woiwodschaft Ermland-Masuren:
Powiat Braniewski (Kreis Braunsberg):
- Głębock (Tiefensee)
- Sówki (Schönfeld)
- Lelkowo (Lichtenfeld)

~ Warna (Warnau) ~
- Dębowiec (Eichholz)

X Ehemalige Bahnstrecke (Allenstein (Olsztyn)-) Pieniężno (Mehlsack) - Kornewo (Zinten) (- Königsberg (Preußen) (Kaliningrad)) X
- Wilknity (Wilknitt)

X Bahnstrecke wie gehabt X
- Pajtuny (Peythunen)
- Łajsy (Layß)
- Pieniężno (Mehlsack) (→ DW 507: Braniewo (Braunsberg) ↔ Dobre Miasto (Guttstadt) und  → DW 512: Pieniężno → Górowo Iławeckie (Landsberg/Ostpreußen) - Bartoszyce (Bartenstein) - Szczurkowo (Schönbruch))